# 天蠍-半人馬星協

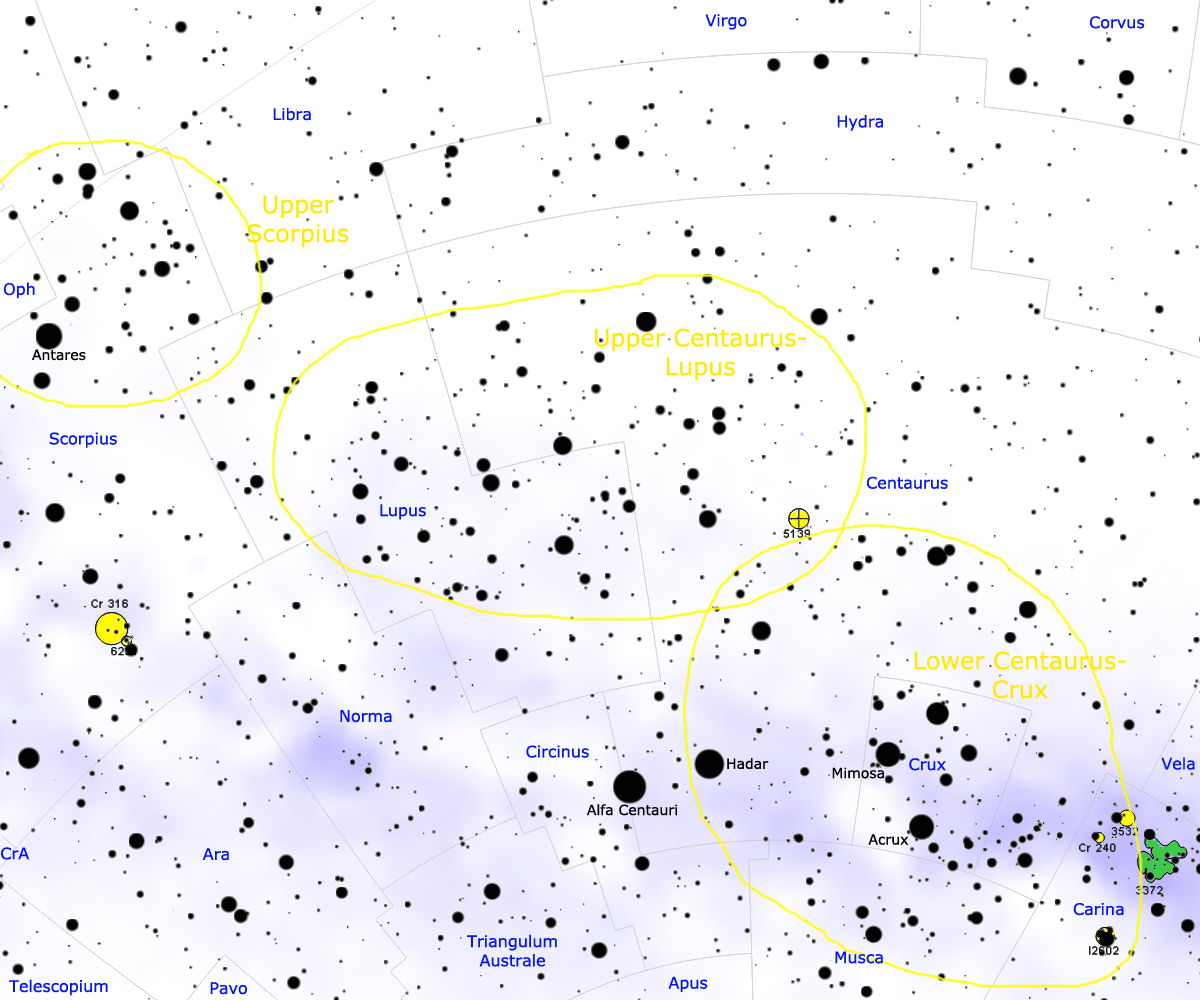
天蠍座-半人馬星協所在區域的星圖。

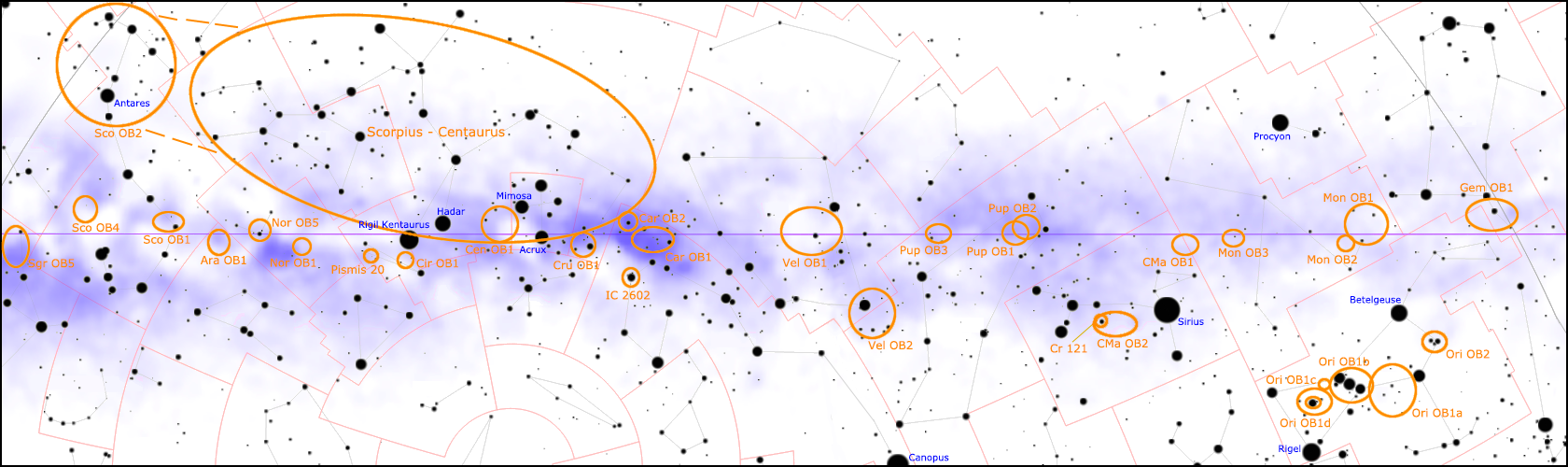
包含一半銀河平面與太陽背點的星圖。天蠍-半人馬星協在左邊，最左邊是上天蠍子群。

天蠍-半人馬星協（有時稱為天蠍-半人馬或天蠍OB2）是離太陽最近的 OB星協。這個星協由三個子群組成（上天蠍、上半人馬座-豺狼下半人馬座–南十字），距離約為130秒差距或420光年。Rizzuto及其同事利用改進的依巴谷衛星數據，更仔細地分析了附近的恆星，使已知成員的數量達到436顆。因為他們發現恆星的分佈更加連綿，他們懷疑是否有必要新增子群。
天蠍-半人馬星協的年齡在1,100萬（上天蠍子群）至1,500萬年（上半人馬-豺狼和下半人馬-南十字子群）。許多在天蠍座、豺狼座、半人馬座和南十字座等星座的亮星，都是天蠍-半人馬星協的成員。太陽背點也包含在這個區域。質量從大約15太陽質量（心宿二）到氫燃燒極限以下（即棕矮星）的數百顆恆星，已被確認為天蠍-半人馬子群的成員，三個子群中美一群的恆星總數可能都在1000–2000量級。
天蠍-半人馬OB星協似乎是最近（<2,000萬年）和正在進行的恆星形成的大型複合體中最明顯的部分。在天蠍-半人馬星協周邊緊鄰幾個恆星形成區分子雲：蛇夫座ρ、菸斗星雲、巴納德68、蝘蜓座、豺狼座、南冕座和煤袋雲複合體（距離約120-200秒差距），以及幾個星數較少、年輕的恆星形成區，包括年約300萬至500萬年的蝘蜓座ε群、約700萬年前蝘蜓座ε移動星群、800萬年的長蛇座TW星協、約1,200萬年的繪架座β移動星群，可能還有約3,000萬至5,000萬年的IC 2602疏散星團。
天蠍-半人馬星協的恆星成員每年的自行約為0.02–0.04角秒，這表明這些恆星的速度向量幾乎平行於太陽，以相對約20公里/秒的速度移動。子群內速度的離散度僅為1–2km/s的數量級，而且這個群體很可能是不受引力束縛的。在過去的1,500萬年裡，有幾顆超新星在天蠍-半人馬星協爆炸，在星協周圍留下了一個膨脹的氣體超級氣泡網絡，包括環I氣泡。 
解釋在深海鐵錳結殼和太平洋沉積物中的生物磁鐵礦晶體中存在放射性的60Fe，據推測，大約在300萬年前在太陽附近爆炸的一顆超新星，可能是天蠍-半人馬星協的成員， 導致上新世-更新世邊界海洋滅絕然而，其它發現引用了這顆超新星發生在超過100秒差距處的距離，認為它不太可能通過所謂的紫外線B（UV-B）災難的機制促成這次滅絕。
2019年，研究人員在南極洲發現了星際鐵，它們與本地星際雲有關，後者可能在天蠍-半人馬星協附近形成。

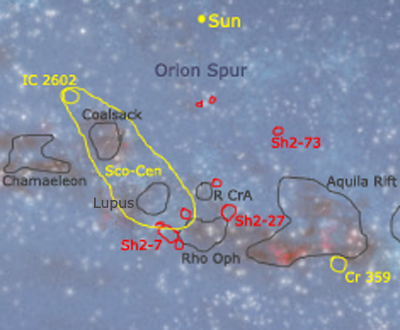
在獵戶臂的特寫，主要是來自本地泡與天蠍-半人馬星協。星協（黃色），星雲（紅色）和暗星雲（灰色）核球。

2021年12月，在上天蠍星協發現了大約70顆新的星際行星。
天蠍-半人馬星協的子群包含最年輕的 凌日系外行星：K2-33 b（1,100萬年）、TOI-1227 b （1,100萬年）、和HIP 67522 b（1,700萬年）。它還包含直接成像系外行星，例如UScoCTIO 108和PDS 70系統。